# Mocsáry Ödön
Bocsari Mocsáry Ödön, teljes nevén: Mocsáry Ödön Miklós Dániel Sándor Antal József Rudolf (Lapujtő, Nógrád vármegye, 1900. július 25. – Buenos Aires, Argentína, 1959. szeptember 23.) magyar földbirtokos, országgyűlési képviselő.

## Élete
A Nógrád vármegyei Lapujtőn született 1900-ban, bocsari Mocsáry Sándor római katolikus földbirtokos és nemes Koczán Ilona református háztartásbeli gyermekeként. Felmenői a családi hagyomány szerint a 13. századig vezették vissza nemességüket. Középiskoláit Losoncon végezte, majd a debreceni gazdasági akadémián tanult tovább. Közben, 1918-ban bevonult katonai szolgálatra, s az olasz fronton – a Hétközség (Sette Comuni) fennsíkján – harctéri szolgálatot is teljesített, mint önkéntes főtíüzér.
A háború után családi birtokán kezdett gazdálkodni, és tapasztalatgyűjtési céllal többször járt kisebb-nagyobb tanulmányutakon Ausztriában, Romániában és Csehországban. 1930-ban lett tagja Nógrád megye törvényhatósági bizottságának, melyben a Felvidék visszacsatolása alkalmából tartott díszközgyűlés ünnepi szónoka volt. Az 1939. évi általános választásokon országgyűlési képviselőnek is megválasztották a Magyar Élet Pártja színeiben, a salgótarjáni választókerületben, ahol magabiztos győzelmet aratott egy nyilaspárti és egy pártonkívüli ellenjelölttel szemben.